# Tocantinópolis Esporte Clube
O Tocantinópolis Esporte Clube, mais conhecido como Tocantinópolis ou apenas TEC, é um clube de futebol brasileiro da cidade de Tocantinópolis, no estado do Tocantins. Ele é o atual campeão estadual da primeira divisão.

## História
O Tocantinópolis foi fundado no dia 1º de janeiro de 1989, oriundo da seleção tocantinopolina que disputou, durante duas décadas no estado de Goiás, um campeonato de futebol amador denominado de TIN (Torneio Integração do Norte). No mesmo ano de fundação, participou do campeonato regional amador, que reunia seleções municipais e times da região, sagrando-se campeão. Também participou da primeira edição do Campeonato Estadual Amador, terminando em uma posição intermediária na tabela.
No ano de 1990, o Tocantinópolis contratou vários de jogadores de clubes do futebol goiano e foi campeão do Estadual Amador. As finais só foram realizadas em 1991. Na primeira partida da decisão, contra o Alvorada, houve um empate sem gols no Estádio Lauro Assunção, em Tocantinópolis. No jogo decisivo, no Estádio Elias Zoltan, um novo empate em 0x0 levou a decisão para os pênaltis. O goleiro Célio que defendeu duas cobranças e garantiu o título invicto do Tocantinópolis.
Em 1991, ainda na fase amadora, o clube foi dividido para a disputa simultânea de duas competições. A equipe A, mesclada com jogadores locais e de outros clubes, foi montada para disputar o Campeonato Estadual Amador, terminando entre os quatro primeiros colocados. Já a equipe B era constituída por jogadores formados pelo Tocantinópolis e participou do campeonato regional amador, sagrando-se campeã invicta.
Com o profissionalismo do futebol do Tocantins em 1993, o Tocantinópolis conquistou o primeiro campeonato estadual profissional da história. A competição, que teve a participação de oito equipes, foi realizada em fase única de turno e returno e o Tocantinópolis foi campeão com uma campanha de nove vitórias, quatro empates e apenas uma derrota. Além disso, teve o artilheiro da competição, Gil, com 11 gols. A conquista deu o direito ao Tocantinópolis de ser o primeiro clube de Tocantins a disputar uma competição nacional, realizada no segundo semestre do mesmo ano: a Seletiva para o Campeonato Brasileiro da Segunda Divisão de 1994. Num grupo com equipes goianas, em que também estavam Vila Nova, Goiatuba e Atlético Goianiense, o Tocantinópolis estreou nacionalmente com a vitória por 2 a 1 sobre este último no Estádio Lauro Assunção, em 10 de outubro. Porém, encerrou sua participação na lanterna do grupo.
Em 1997, participou pela primeira vez do Campeonato Brasileiro da Série C, terminando na trigésima colocação entre 64 participantes. Em 1999 e 2001, foi vice-campeão estadual. No ano de 2002, o Tocantinópolis voltou a conquistar o Campeonato Tocantinense. Após encerrar a primeira fase na segunda colocação, o Tocantinópolis eliminou o Interporto na segunda fase (1x2 e 3x2) e o Tocantins de Miracema nas semifinais (2x2 e 6x1). Na decisão, empatou a primeira partida com o Palmas em 1 a 1, no dia 27 de junho. Na segunda e última partida, em 30 de junho, venceu o adversário por 2 a 1 e sagrou-se bicampeão estadual.
Em 2003, fez sua primeira participação na Copa do Brasil, sendo eliminado ainda na primeira fase pelo Vitória.

## Títulos
| ESTADUAIS | ESTADUAIS                      | ESTADUAIS | ESTADUAIS                           |
|           | Competição                     | Títulos   | Temporadas                          |
| --------- | ------------------------------ | --------- | ----------------------------------- |
|           | Campeonato Tocantinense        | 6         | 1993, 2002, 2015, 2021, 2022 e 2023 |
|           | Campeonato Tocantinense Amador | 1         | 1990                                |

### Torneios amistosos
- Torneio Pref. Luis Carlos Noleto: 1997.

### Categorias de base
- Campeonato Tocantinense de Juniores: 1994, 1999, 2005, 2006 e 2011.
- Campeonato Tocantinense - Sub-17: 2005.
- De 1989 a 1992 o campeonato foi disputado de forma amadora e não é reconhecido oficialmente pela Federação Tocantinense de Futebol como pertencente ao "Campeonato Tocantinense", mas os clubes consideram como título estadual.[2]

## Estatísticas

### Participações
|  | Participações em 2025 |

| Competição | Competição              | Temporadas | Melhor campanha         | Estreia | Última | P | R |
| Tocantins  | Campeonato Tocantinense | 33         | Campeão (6 vezes)       | 1993    | 2025   |   | – |
|            | Copa Verde              | 5          | Quartas de final (2022) | 2015    | 2025   |   |   |
| Brasil     | Série C                 | 7          | 22º lugar (2002)        | 1997    | 2005   | – | – |
| Brasil     | Série D                 | 8          | 7º lugar (2022)         | 2011    | 2025   | – |   |
| Brasil     | Copa do Brasil          | 6          | 3ª fase (2022)          | 2003    | 2025   |   |   |

### Desempenho em competições oficiais
Campeonato Brasileiro - Série C
| Ano  | 1997 | 1999 | 2000 | 2001 | 2002 | 2003 | 2005 |
| Pos. | 37º  | 32º  | 76º  | 54º  | 22º  | 40º  | 21º  |
| ---- | ---- | ---- | ---- | ---- | ---- | ---- | ---- |

Campeonato Brasileiro - Série D
| Ano  | 2011 | 2016 | 2020 | 2021 | 2022 | 2023 | 2024 | 2025 |
| Pos. | 34º  | 38º  | 65º  | 60º  | 7°   | 51º  | 31º  | 48º  |
| ---- | ---- | ---- | ---- | ---- | ---- | ---- | ---- | ---- |

Copa do Brasil
| Ano  | 2003 | 2016 | 2022 | 2023 | 2024 | 2025 |  |  |  |  |
| Pos. | 1F   | 1F   | 3F   | 1F   | 1F   | 1F   |  |  |  |  |
| ---- | ---- | ---- | ---- | ---- | ---- | ---- |  |  |  |  |

Copa Verde
| Ano  | 2015 | 2022 | 2023 | 2024 | 2025 |  |  |  |  |  |
| Pos. | 13º  | 6º   | 15º  | 9º   | 12º  |  |  |  |  |  |
| ---- | ---- | ---- | ---- | ---- | ---- |  |  |  |  |  |

Campeonato Tocantinense
| Ano  |      |      |      | 1993 | 1994 | 1995 | 1996 | 1997 | 1998 | 1999 |
| Pos. |      |      |      | 1º   | 4º   | 6º   | 7º   | 6º   | 5º   | 2º   |
| Ano  | 2000 | 2001 | 2002 | 2003 | 2004 | 2005 | 2006 | 2007 | 2008 | 2009 |
| Pos. | 5º   | 2º   | 1º   | 3º   | 3º   | 6º   | 2º   | 5º   | 10º  | 6º   |
| Ano  | 2010 | 2011 | 2012 | 2013 | 2014 | 2015 | 2016 | 2017 | 2018 | 2019 |
| Pos. | 3º   | 5º   | 2º   | 4º   | 2º   | 1º   | 6º   | 3º   | 4º   | 2º   |
| Ano  | 2020 | 2021 | 2022 | 2023 | 2024 | 2025 |      |      |      |      |
| Pos. | 2º   | 1º   | 1º   | 1º   | 2º   | 4º   |      |      |      |      |
| ---- | ---- | ---- | ---- | ---- | ---- | ---- | ---- | ---- | ---- | ---- |

Legenda:
| Campeão Vice-campeão |

## Maiores goleadas
Tocantinópolis 13 x 1 Tocantins de Miracema - Campeonato Tocantinense 2022.

## Símbolos

### Uniformes
| 1990 | 2002 | 2006 | 2010 | 2022 |

## Publicações sobre o Tocantinópolis
Livros
- SOUSA, Carlos Antonio O. Tocantinópolis Esporte Clube: 20 Anos de Glórias e Vitórias. Editora Kelps, 2009.